# Бюро экономического анализа (США)
Бюро экономического анализа (англ. The Bureau of Economic Analysis (BEA)) — агентство министерства торговли США (US Department of Commerce), осуществляющее подготовку статистических данных по экономике США.
Основной задачей БЭА является подготовка статистической отчётности о платёжном балансе США, одним из наиболее интересных публикуемых показателей, в частности, является ВВП США.
Формулировка из миссии БЭА:

способствовать более глубокому пониманию экономики США, предоставляя своевременные, актуальные и точные экономические данные объективным и экономически эффективным способом.